# 1923 (televíziós sorozat)
Az 1923 egy 2022-2025 között vetített amerikai western drámasorozat, amelyet Taylor Sheridan alkotott. A főbb szerepekben Helen Mirren, Harrison Ford, Brandon Sklenar, Julia Schlaepfer, Jerome Flynn látható.
Amerikában 2022. december 18-án a Paramount+, Magyarországon 2023. február 14-én a SkyShowtime mutatta be.
2023 februárjában berendelték a második évadot.

## Ismertető
A sorozat a Dutton család egy generációját követi 1923-ban, a különböző nehézségek, köztük a szesztilalom, a szárazság és a nagy gazdasági világválság korai szakaszában, amely Montanát már jóval az 1929-es tőzsdei összeomlás előtt érintette.

## Szereplők

### Főszereplők
| Szereplő                  | Színész           | Magyar hang                                       | Leírás |
| ------------------------- | ----------------- | ------------------------------------------------- | --- |
| Cara Dutton               | Helen Mirren      | Bánsági Ildikó                                    | Jacob Dutton felesége, a Dutton család matriarchája                                                                                             |
| Jacob Dutton              | Harrison Ford     | Csernák János                                     | A Dutton család pátriárkája, James Dutton bátyja                                                                                                |
| Spencer Dutton            | Brandon Sklenar   | Makranczi Zalán                                   | James és Margaret Dutton fia, szemtanúja volt az első világháború borzalmainak, azóta Afrikát járja nagyvadak nyomában                          |
| Alexandra                 | Julia Schlaepfer  | Szabó Zselyke                                     | Szabadgondolkodó brit nő, aki Afrikában találkozik Spencerrel                                                                                   |
| Banner Creighton          | Jerome Flynn      | - Fazekas István (1. évad) - Végh Péter (2. évad) | Skót pásztor, a Duttonok ellenfele |
| Jack Dutton               | Zelia Ankrum      | Bergendi Áron                                     | John Dutton fia és egyetlen gyermeke, James Dutton unokája és Jacob Dutton dédunokaöccse, elkötelezett farmer, mélyen hűséges családjához       |
| Elsa Dutton               | Isabel May        | Kardos Eszter                                     | James és Margaret Dutton lánya |
| Zane Davis                | Brian Geraghty    | Kádár-Szabó Bence                                 | A Dutton Ranch hűséges farmvezetője |
| Teonna Rainwater          | Aminah Nieves     | Tamási Nikolett                                   | Lázadó fiatal amerikai indián nő, akit elszakítottak a családjától, és egy katolikus egyház által működtetett indián lányinternátusba helyeztek |
| Elizabeth "Liz" Strafford | Michelle Randolph | Molnár Ilona                                      | Temperamentumos és talpraesett fiatal nő, Jack Dutton menyasszonya                                                                              |
| Donald Whitfield          | Timothy Dalton    | Dányi Krisztián                                   | Gazdag, rámenős iparmágnás |

### Mellékszereplők
| Szereplők        | Színész         | Magyar hang  | Leírás                                                                       |
| ---------------- | --------------- | ------------ | ---------------------------------------------------------------------------- |
| William McDowell | Robert Patrick  | Tarján Péter | Gallatin megye seriffje és a Dutton család barátja.                          |
| Renaud atya      | Sebastian Roché | Seder Gábor  | Francia római katolikus pap és a katolikus internátus bántalmazó igazgatója. |

### Magyar változat
- Bemondó: Kisfalusi Lehel
- Magyar szöveg: Bán Tibor
- Hangmérnök és vágó: Hajas Gábor és Hegyessy Ákos
- Gyártásvezető: Mészáros Szilvia
- Szinkronrendező: Berzsenyi Márta
- Produkciós vezető: Legény Judit

A szinkront a Labor Film stúdió készítette.

## Évados áttekintés
| Évad | Évad | Epizódok | Eredeti sugárzás   | Eredeti sugárzás  | Eredeti adó       | Magyar sugárzás   | Magyar sugárzás   | Magyar adó |
| Évad | Évad | Epizódok | Évadpremier        | Évadfinálé        | Eredeti adó       | Évadpremier       | Évadfinálé        | Magyar adó |
| ---- | ---- | -------- | ------------------ | ----------------- | ----------------- | ----------------- | ----------------- | ---------- |
|      | 1    | 8        | 2022. december 18. | 2023. február 26. |                   | 2023. február 14. | 2023. február 26. |            |
|      | 2    | 7        | 2025. február 23.  | 2025. április 6.  | 2025. március 10. | 2025. április 21. |                   |            |

## Epizódok

### 1. évad (2022-2023)
| Sor. | Év. | Cím                                                             | Rendező        | Író             | Premier                              |
| ---- | --- | --------------------------------------------------------------- | -------------- | --------------- | ------------------------------------ |
| 1.   | 1.  | 1923 (1923)                                                     | Ben Richardson | Taylor Sheridan | 2022. december 18. 2023. február 14. |
| 2.   | 2.  | A természet üres trónja (Nature's Empty Throne)                 | Ben Richardson | Taylor Sheridan | 2022. december 25. 2023. február 14. |
| 3.   | 3.  | Otthoni háborúzás (The War Has Come Home)                       | Ben Richardson | Taylor Sheridan | 2023. január 1. 2023. február 14.    |
| 4.   | 4.  | Háború és a türkizkék ár (War and the Turquoise Tide)           | Ben Richardson | Taylor Sheridan | 2023. január 8. 2023. február 14.    |
| 5.   | 5.  | Zebrina szelleme (Ghost of Zebrina)                             | Guy Ferland    | Taylor Sheridan | 2023. február 5. 2023. február 14.   |
| 6.   | 6.  | Egy óceánnal közelebb a végzethez (One Ocean Closer to Destiny) | Guy Ferland    | Taylor Sheridan | 2023. február 12. 2023. február 14.  |
| 7.   | 7.  | Az ötszázas szabály (The Rule of Five Hundred)                  | Ben Richardson | Taylor Sheridan | 2023. február 19.                    |
| 8.   | 8.  | Nincs vesztenivaló (Nothing Left to Lose)                       | Ben Richardson | Taylor Sheridan | 2023. február 26.                    |

### 2. évad (2025)
| Sor. | Év. | Cím                                                   | Rendező        | Író             | Premier                             |
| ---- | --- | ----------------------------------------------------- | -------------- | --------------- | ----------------------------------- |
| 9.   | 1.  | A gyilkos évszak (The Killing Season)                 | Ben Richardson | Taylor Sheridan | 2025. február 23. 2025. március 10. |
| 10.  | 2.  | A tél, az erőszaktevő (The Rapist Is Winter)          | Ben Richardson | Taylor Sheridan | 2025. március 2. 2025. március 17.  |
| 11.  | 3.  | Rettegésbe burkolva (Wrap Thee in Terror)             | Ben Richardson | Taylor Sheridan | 2025. március 9. 2025. március 24.  |
| 12.  | 4.  | Utazás a vasfolyókon (Journey the Rivers of Iron)     | Ben Richardson | Taylor Sheridan | 2025. március 16. 2025. március 31. |
| 13.  | 5.  | Csak a lövések vezérelnek (Only Gunshots to Guide Us) | Ben Richardson | Taylor Sheridan | 2025. március 23. 2025. április 7.  |
| 14.  | 6.  | A szörnyek hegyfogai (The Mountain Teeth of Monsters) | Ben Richardson | Taylor Sheridan | 2025. március 30. 2025. április 14. |
| 15.  | 7.  | Egy álom és egy emlék (A Dream and a Memory)          | Ben Richardson | Taylor Sheridan | 2025. április 6. 2025. április 21.  |

## A sorozat készítése
2022 februárjában bejelentették, hogy 1932 címmel megrendeltek egy második Yellowstone előzménysorozatot, amely az 1883 című sorozatot folytatása. Júniusban a címet átnevezték 1923-ra.
2022 decemberében Taylor Sheridan kifejtette: "Senkinek sem volt akkora szabadsága, mint nekem, mióta Robert Evans vezette a Paramountot", és kitért az 1923 gyártási költségeire: "Azt állítom, hogy az 1883 volt a valaha készült legdrágább első évad egy tévésorozatból. Ez sokkal drágább volt. Sokkal drágább."